# Nieuwe Graanmarkt
De Nieuwe Graanmarkt (Frans: Place du Nouveau Marché aux Grains) is een plein in de Belgische stad Brussel. Het ligt ten noordwesten van het centrum van de stad aan de Antoine Dansaertstraat en heeft een rechthoekig grondplan.
Op ongeveer 100 meter naar het zuidoosten ligt de Oude Graanmarkt. Aan het plein staat de Protestantse Kerk en het Hôtel Mosselman.

## Geschiedenis
Het plein werd ontworpen in 1787 door de architecten Remy Nivoy en Claude Fisco op de site van het vroegere klooster van de Witte Zusters van de Roos van Jericho. Het was een neoklassiek project dat door zijn regelmaat brak met de organische binnenstad. De Duitse reisauteur Georg Forster kwam er in 1790 en trof "een schoon, ruim, open plein" aan, "waarop elke graansoort haar bestemde plaats gekregen heeft. Er zijn palen gesteld met borden daaraan, waarop men Boonen, Boekweit, Tarwe, Rogge, Haver, Gerst enz. leest."
Tot 1967 hield men dagelijks een vroegmarkt van graan, groenten en fruit. De verkopers waren 'boerkozen', groentenkwekers uit Brussel en later steeds meer uit het Pajottenland. Het plein werd deels een openluchtparking en deels een basketbalveld.

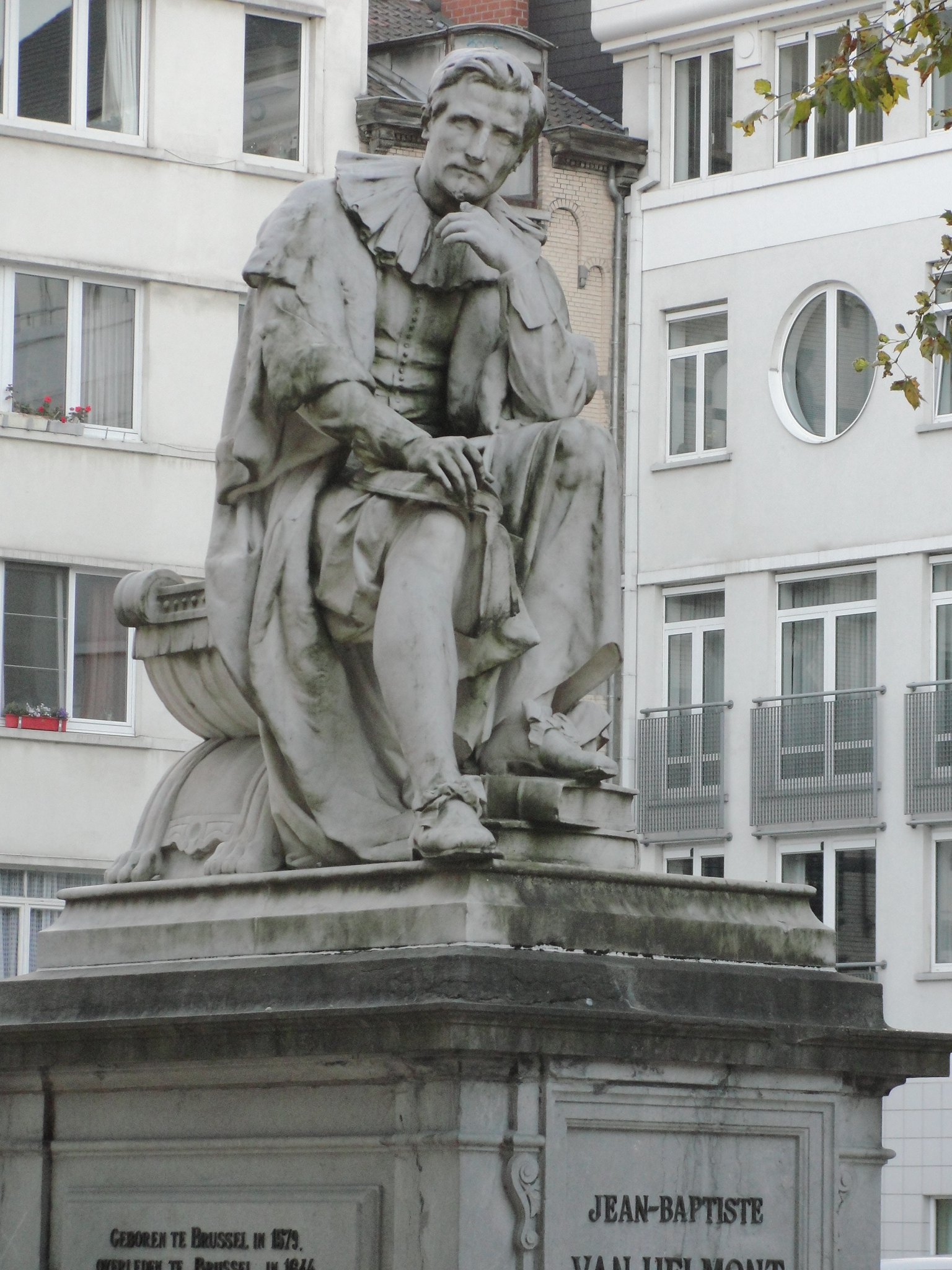
Beeld van Jan Baptista van Helmont op het plein

Op het plein staat er een standbeeld van Jean-Baptiste Van Helmont gemaakt door de beeldhouwer Gerard Vanderlinden (1830-1911). Dit beeld werd onthuld op 15 juli 1889 en is gemaakt van wit marmer.